# Lipiny Wielkopolskie
Lipiny Wielkopolskie – nieczynna stacja kolejowa we wsi Lipiny, w powiecie chodzieskim, w woj. wielkopolskim, w Polsce.